# المنصورة (ذمار)
المنصورة هي إحدى قرى الجمهورية اليمنية. تتبع جغرافيا لمحافظة ذمار وإداريًا لمديرية عتمة. يبلغ تعداد سكانها 1102 نسمة حسب الإحصاء الذي أجري عام 2004.